# Comuna de Lipno
Lipno (polaco: Gmina Lipno) é uma gminy (comuna) na Polónia, na voivodia de Cujávia-Pomerânia e no condado de Lipnowski. A sede do condado é a cidade de Lipno.
De acordo com os censos de 2004, a comuna tem 11 185 habitantes, com uma densidade 53,3 hab/km².

## Área
Estende-se por uma área de 209,72 km², incluindo:
- área agricola: 67%
- área florestal: 23%

## Demografia
Dados de 30 de Junho 2004:
|                      | Total   | Total | Mulheres | Mulheres | Homens  | Homens |
| -------------------- | ------- | ----- | -------- | -------- | ------- | ------ |
|                      | pessoas | %     | pessoas  | %        | pessoas | %      |
| População            | 11 185  | 100   | 5666     | 50,7     | 5519    | 49,3   |
| Densidade (pop./km²) | 53,3    | 100   | 27       | 27       | 26,3    | 26,3   |

De acordo com dados de 2002, o rendimento médio per capita ascendia a 1238,91 zł.

## Subdivisões
- Barany, Białowieżyn, Biskupin, Brzeźno, Chlebowo, Chodorążek, Głodowo, Grabiny, Huta Głodowska, Ignackowo, Jankowo, Jastrzębie, Karnkowo, Kłokock, Kolankowo, Komorowo, Karnkowskie Rumunki, Krzyżówki, Lipno, Łochocin, Maliszewo, Okrąg, Ostrowite, Ostrowitko, Ośmiałowo, Piątki, Popowo, Radomice, Rumunki Głodowskie, Tomaszewo, Trzebiegoszcz, Wichowo, Wierzbick, Zbytkowo, Złotopole.

## Comunas vizinhas
- Bobrowniki, Lipno, Chrostkowo, Czernikowo, Fabianki, Kikół, Skępe, Wielgie